# United Nations (álbum)
United Nations es el primer álbum del supergrupo de hardcore punk estadounidense United Nations. Fue lanzado el 9 de septiembre de 2008 a través de Eyeball Records. La banda cuenta con miembros de numerosas bandas prolíficas, como Geoff Rickly de Thursday. Debido a las obligaciones contractuales de los otros miembros, se desconoce la alineación oficial de la banda.

## Lanzamiento
El álbum tuvo una edición de CD limitado que solo estuvo disponible a través de la tienda virtual de Eyeball Records. Sólo se vendieron 1.000 copias. El álbum no se lanzó en las tiendas debido a problemas de derechos de autor con la imagen de la portada, que es esencialmente la misma imagen utilizada para Abbey Road de The Beatles, pero con los Beatles envuelto en llamas. En una tienda de Hot Topic, se destruyó aproximadamente 7000 copias del álbum, porque la tienda había pedido el disco sin conocer las violaciones de derechos de autor del álbum, debido a una política de no devolución, la tienda no podía devolver las copias. El personal de la tienda envió fotos a la banda de ellos mismos destruyendo los CD. El álbum también se lanzó en vinilo, el prensado se limitó a 1,000 copias en vinilo rojo.

### Reedición de 2015
En 2015, Temporary Residence Limited y el sello de Rickly, Collect Records, reeditaron el álbum en formato vinilo con una portada nueva que parodió el álbum homónimo de los Beatles. La reedición contenía una descripción que decía:
"Cesar y desistir y destruir y reditar. El controvertido álbum debut se reeditó con ilustraciones originales prohibidas. Ahora ampliado para el máximo litigio. Incluye infinitos bonus track con descarga de alta calidad. Edición limitada hasta que nos demanden. Otra vez."

## Lista de canciones
| N.º   | Título                                                  | Duración |  |
| 1.    | «The Spinning Heart of the Yo-Yo Lobby»                 | 0:57     |  |
| 2.    | «Resolution #9»                                         | 2:30     |  |
| 3.    | «No Sympathy for a Sinking Ship»                        | 2:06     |  |
| 4.    | «The Shape of Punk that Never Came»                     | 2:36     |  |
| 5.    | «My Cold War»                                           | 1:49     |  |
| 6.    | «Model UN»                                              | 1:08     |  |
| 7.    | «Filmed in Front of a Live Studio Audience»             | 3:40     |  |
| 8.    | «Revolutions in Graphic Design»                         | 2:04     |  |
| 9.    | «I Keep Living the Same Day»                            | 1:00     |  |
| 10.   | «Subliminal Testing»                                    | 2:14     |  |
| 11.   | «Say Goodbye to General Figment of the USS Imagination» | 5:10     |  |
| 12.   | «Untitled Hidden Track»                                 | 13:00    |  |
| 38:22 |                                                         |          |  |

## Personal
| United Nations - Debido a obligaciones contractuales se desconoce la alineación oficial de la banda. Músicos adicionales - Billy Horn: saxofón tenor en "Say Goodbye to General Figment of the USS Imagination" Producción - Tim Gilles: productor ejecutivo ingeniero, productor - Matt Messenger: mezcla - Alan Douches: masterizado en West West Side Music - Kevin Neaton: seguimiento - Al Eddings y Matt Messenger: seguimiento adicional - Juan Martinez, Giavonni Escamilla y Matt Menafro: asistido Portada - Sons of Nero: portada - Jeremy DeVine: diseño (en reedición) |

## Posiciones
| Lista (2008)          | Posición más alta |
| --------------------- | ----------------- |
| US Independent Albums | 44                |
| US Heatseekers Albums | 14                |